# Meleci II
Meleci II (en grec Μελέτιος Β') va ser patriarca de Constantinoble durant els anys 1768 i 1769.
Havia nascut a Tènedos i era metropolità de Larisa (1750-1768), i a finals de l'any 1768 va ser elegit patriarca de Constantinoble. Als inicis de la Revolta d'Orlov va ser destituït de la seu i exiliat a Mitilene. L'any 1775 va tornar, amb permís del sultà Mustafà III, a Tènedos i el 1777 va anar a Constantinoble, on va morir en la indigència.